# Mälzerei Lichtenrade

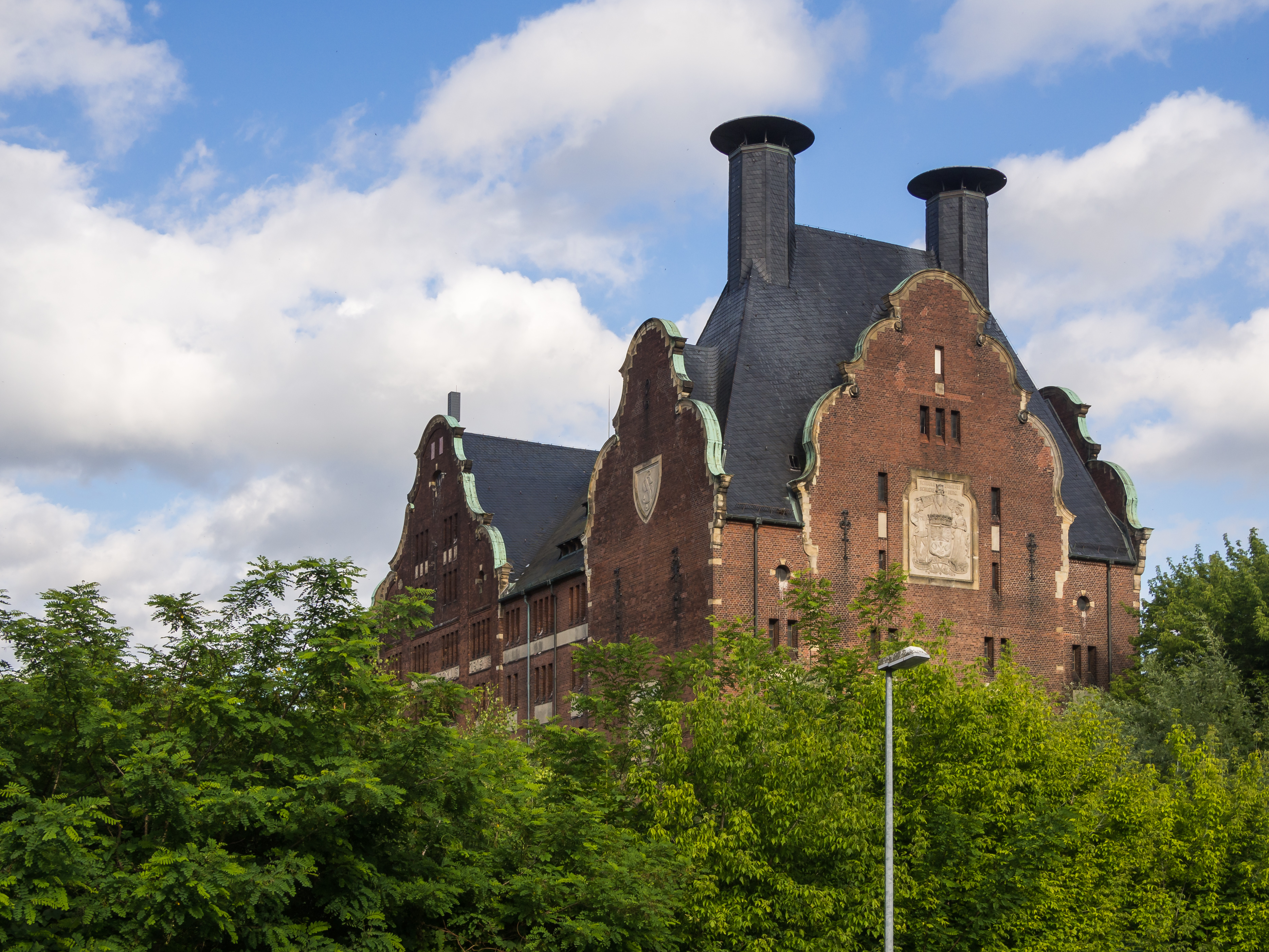
Westseite der Mälzerei Lichtenrade

Die Mälzerei Lichtenrade ist ein Industriegebäude aus dem Jahr 1898 in der Steinstraße, 41 im Berliner Ortsteil Lichtenrade des Bezirks Tempelhof-Schöneberg. Sie diente ursprünglich zur Herstellung von Malz zum Bierbrauen nach einem damals modernen Verfahren und steht seit 1984 unter Denkmalschutz. Mit Mitteln der Sozialen Stadt wurde das Gebäude von 2018 bis 2021 zum sozialen Zentrum des neuen Quartiers Lichtenrader Revier umgebaut und komplett saniert.

## Geschichte

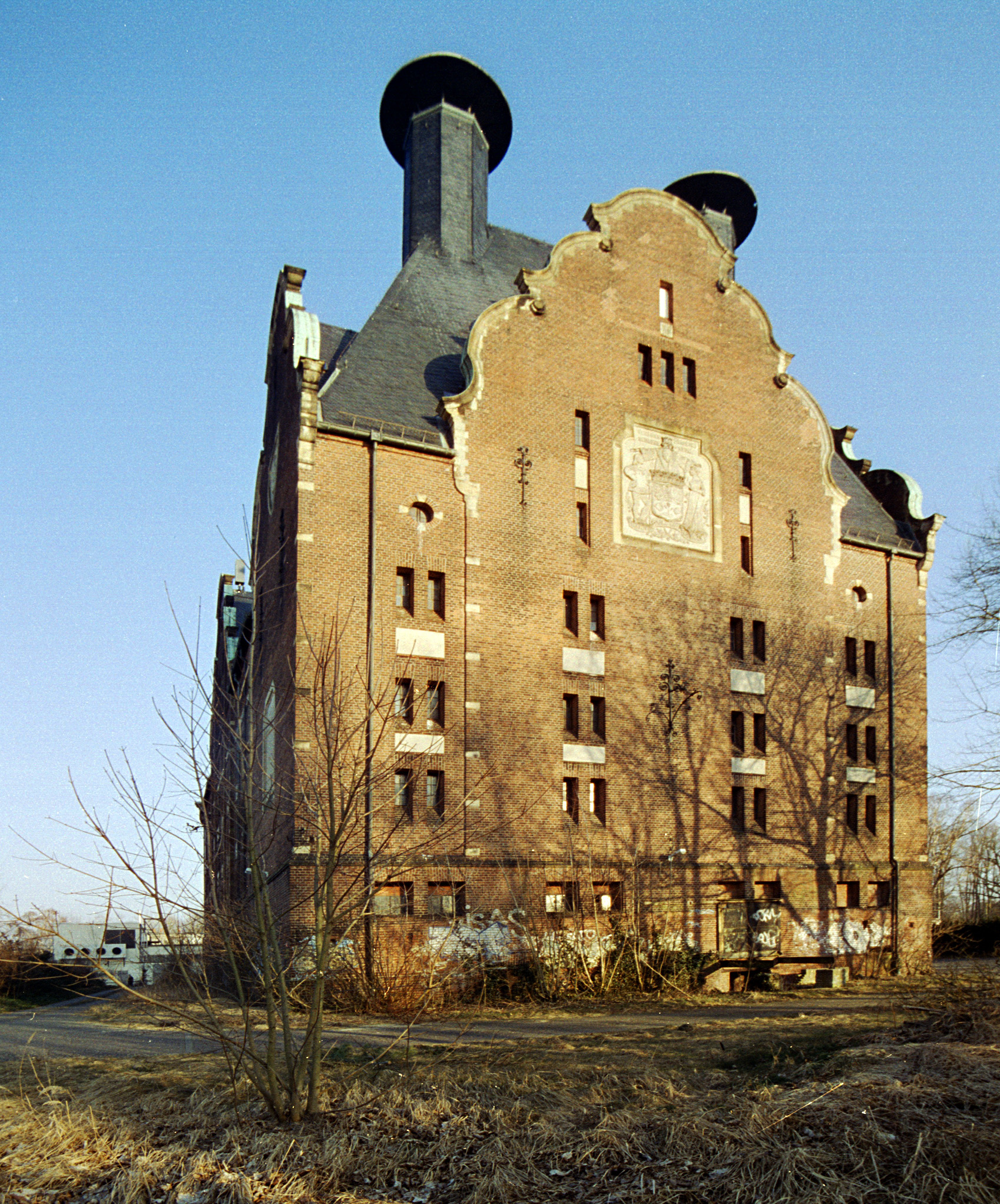
Mälzerei Lichtenrade, 2018

Aufgrund der wachsenden Nachfrage an Bier am Ende des 19. Jahrhunderts, als Berlin und die umgebenden Städte stark expandierten, sah sich Max Fincke, der Generaldirektor der damaligen 1867 gegründeten Schloßbrauerei Schöneberg A. G. – später eine Marke von Berliner Kindl – veranlasst, außerhalb der dichtbebauten – damals eigenständigen – Stadt Schöneberg eine große Mälzerei zu errichten. Die Anlage sollte einerseits den steigenden Bedarf an Malz decken, andererseits die Anwohner im dicht besiedelten Stadtgebiet von Schöneberg durch die Geruchsentwicklung nicht belästigen. Mit der Planung beauftragt wurde der Regierungsbaumeister Wilhelm Walther. Als Bauplatz kamen direkt an der Dresdener Bahn gelegene 40 Morgen Landwirtschaftsfläche des aufgeteilten Bornhagenschen Guts in Frage. In den Jahren 1897–1898 wurde das Bauensemble, bestehend aus einem Gebäude mit Darrentrakt, Lagerböden und Keimanlage, einem Kessel- und Maschinenhaus sowie Nebengebäuden errichtet. Der Fertigungsprozess des Mälzens war für die damalige Zeit modern und leitete die industrielle Herstellung von Bier in großer Menge ein. Damit wurde die bis dahin seit dem Mittelalter übliche Keimung der Braugerste auf einer Tenne durch einen maschinell unterstützten pneumatischen Prozess nach dem Verfahren des lothringischen Bierbrauers und Erfinders Josef Nikolaus Galland ersetzt. In diesem Verfahren wurde feuchte und temperierte Luft durch rotierende mit Getreide gefüllte Trommeln geblasen, was den für das Mälzen erforderlichen Keimprozess beschleunigte. Beliefert wurde die Mälzerei per Eisenbahn über einen Industrieanschluss vom Bahnhof Lichtenrade aus, der Abtransport zu den Brauhäusern erfolgte mit Pferdefuhrwerken. Pro Tag erreichten 28 Güterwagen mit Braugerste die Mälzerei, jährlich produzierte sie 60.000 Zentner Malz.
Direkt nach dem Ersten Weltkrieg wurde das Getreide aufgrund der Notlage rationiert, sodass sich ein Weiterbetrieb der Mälzerei Lichtenrade nicht mehr lohnte. Das Hauptgebäude wurde nach dem Ausbau der Maschinen an einen Lagerbetrieb vermietet. Die Nebengebäude wurden abgerissen. Im Jahr 1933 beschlagnahmte die deutsche Wehrmacht das Haupthaus, das sie schließlich bis 1945 als Lebensmittellager nutzte. In der Zeit des Kalten Krieges lagerte hier ein Teil der West-Berliner Senatsreserve. Auch danach wurde das seit 1984 unter Denkmalschutz stehende Gebäude als Lagerhaus genutzt.

## Sanierung, Wiederbezug und Pläne
Im Jahr 2010 gab es Pläne der HGHI Holding GmbH um die Alte Mälzerei eine Shopping-Mall zu errichten,:S. 8 wogegen sich die Bürger Lichtenrades allerdings wehrten.
Im Jahr 2015 wurde das Gebiet Lichtenrade Bahnhofstraße in das Berliner Städebauförderungsprogramm „Aktive Zentren“ aufgenommen. Im Juli beschloss die BVV Tempelhof-Schöneberg die Entwicklung des Gebietes Alte Mälzerei.:S. 4 Diese Umgestaltung wurde auch durch die ebenerdige Trasse der Dresdner Bahn notwendig, wodurch die Bahnhofstraße 2020 zu einer Sackgasse wurde. Im April 2016 erwarb Thomas Bestgen, Gründer und geschäftsführender Gesellschafter der UTB Projektmanagement GmbH, die Alte Mälzerei, die seitdem in Familienbesitz ist. Rund 21 Millionen Euro wurden investiert, davon stammen fünf Millionen Euro Fördermittel aus den Programmen Städtebauförderung des Bundesministeriums für Inneres und der Senatsverwaltung für Stadtentwicklung und Wohnen. Im Zuge der Sanierung und Umbau durch die UTB Projektmanagement GmbH wurden die grundlegenden Strukturen der Alten Mälzerei nicht verändern. Auch einzelne Industrieelemente blieben erhalten, so die „Heiße Sau“, die Heizung, die die Gerste getrocknet hat, oder die Förderschnecke.
Seit der Wiedereröffnung des Gebäudes 2021 beherbergt die Alte Mälzerei im Erdgeschoss und ersten Stockwerk die Edith-Stein-Bibliothek, die von April bis Juni aus dem Bürgerzentrum Christophorus hierher umzog. Im zweiten Stockwerk befindet sich die Leo-Kestenberg-Musikschule und eine Suppenküche und die Albert-Einstein-Volkshochschule mit eigener Lehrküche. Im sechsten Geschoss eröffnete im Juni das Kindermuseum unterm Dach, das Kindern von 6 bis 13 Jahren Nahrungsmittel und Ernährung nahebringt. Darüber hinaus wurden die technischen Mittel installiert für Theateraufführungen, kleine Konzerte oder „Pop-up-Kinos“, daneben gibt es Büroflächen.
Die Alte Mälzerei bildet das Zentrum des neuen Quartiers Lichtenrader Revier. Dafür wurde im Frühjahr 2021 der Rewe-Markt vor der Mälzerei abgerissen. Es entstanden vier viergeschossige Gebäude rund um die Mälzerei mit 202 Wohnungen, 78 davon gefördert. Auch das gegenüber der Mälzerei gelegene Landhaus Lichtenrade wurde saniert und beherbergt ein Restaurant. Außerdem entstanden ein Bio-Supermarkt, eine Kita und eine kleine Schwimmhalle.

## Baubeschreibung
Der Architekt Wilhelm Walther, bekannt für seine wilhelminisch geprägten Bauten unter anderem für Versicherungen und Geschäftshäuser, wählte für seinen Entwurf der Mälzerei Lichtenrade den Stil der damals beliebten historisierenden Architektur einer norddeutsch nachempfundenen Neorenaissance. Zu dieser Formensprache gehören geschweifte Giebel mit Einfassungen aus hellem Sandstein, rote Mauerziegel mit weiß abgesetzten, die Fassaden gliedernden Putz- und Wappenflächen sowie reich verziertes Schmiedeeisen für Maueranker und andere eiserne Elemente. Das Firmensignet der Brauerei mit dem Sprichwort „Hopfen und Malz, Gott erhalt’s“ befindet sich am Westgiebel in einem Steinmetz-bearbeiteten Wappen mit Figurenschmuck aus Sandstein. Die Dächer sind mit Schiefer gedeckt, der westliche Kopfbau, die ehemalige fünfgeschossige Darre mit quer zur Hauptachse des Gebäudes verlaufendem Walmdach, besitzt zwei hoch aufragende, durch alle Stockwerke führende Dunstschlote mit aufgesetzter Regenabdeckung. Das Gebäude wirkt monumental und überragt die gesamte Bebauung der Gegend um den Lichtenrader Bahnhof.